# Jeannette (Stany Zjednoczone)
Jeannette – miasto w Stanach Zjednoczonych, w stanie Pensylwania, w hrabstwie Westmoreland. 

## Demografia
Według przeprowadzonego przez United States Census Bureau spisu powszechnego w 2010 miasto liczyło 9 654 mieszkańców, co oznacza spadek o 9,4% w porównaniu do roku 2000. Natomiast skład etniczny w mieście wyglądał następująco: Biali 88,5%, Afroamerykanie 6,9%, Azjaci 0,2%, pozostali 4,4%. Kobiety stanowiły 52,5% populacji.